# ハイトップ
ハイトップ（High Top）はイギリスで生産、調教された競走馬、種牡馬。同国の元アマチュア障害騎手であるボブ・マクレーリーによって生産され、後にジュールズ・ソーン卿に9000ギニーで売却された。

## 戦績
サンダウン競馬場の5ハロン戦でデビューしここを勝利で飾ると、ニューベリー競馬場の7ハロン戦のワシントンシンガーステークスで2着と善戦した。続いて距離を縮めた6ハロン戦のチャンピオントロフィーでは逃げ切って勝利し、勢いを駆って出走したオブザーヴァーゴールドカップでは、後のアイリッシュダービー勝ち馬のスティールパルスに3/4馬身差で勝利し、初G1勝利を収めた。
翌年、3歳になったハイトップは初戦のサースク競馬場の8ハロン戦を難なく勝利すると、2000ギニーに向かうことになる。嵐の中で行われた本番では、この悪天候を味方につけ、ロベルトの猛追を振り切り、クラシック競走を制した。
この後はダービーステークスには出走せず、カッツェン調教師はマイル路線を歩むことにさせるが、アイリッシュ2000ギニーが疲れが残っていたのか7着、休養を挟んだサセックスステークスでも僅差の2着、フランスに遠征したジャック・ル・マロワ賞でもリファールに敗戦してここでも2着、汚名返上を目論んだムーラン・ド・ロンシャン賞でも堅い馬場に泣かされて4着と、好走するも勝ち切れないレースが続いた。結局ムーラン・ド・ロンシャン賞を最後に競走馬を引退した。

### 年度別競走成績
- 1971年（4戦3勝） - オブザーヴァーゴールドカップ
- 1972年（6戦2勝） - 2000ギニー

## 種牡馬入り後
引退後はウッドランスタッドで種牡馬入りした。種牡馬としては後継種牡馬を残すことに成功し、まずまずの成績を収めていた。現役時代はマイルまでしか競走経験のない自身とは違い、比較的長い距離を得意とする産駒が多かったのも、特徴の一つである。また、ハイトップの場合はブルードメアサイアーでは特に優秀で、1990年と1993年にはイギリス・アイルランドのリーディングブルードメアサイアーを獲得し、母系に入ってその血を現代に伝えている。
1988年に後ろ脚に血栓症を発症し、一度は回復の兆しを見せたものの再発し、3月9日に獣医の助言により繋養先のウッドランスタッドにて安楽死となった。

### 代表産駒
- トップヴィル/Top Ville - ジョッケクルブ賞、リュパン賞
- カットアヴァーヴ/Cut Above - セントレジャーステークス
- カラースピン/Colorspin - アイリッシュオークス

など

### ブルードメアサイアーとしての主な産駒
- イブンベイ/Ibn Bey - イタリア大賞、オイロパ賞、ベルリン大賞、アイリッシュセントレジャー
- インザグルーヴ/In the Groove - アイリッシュ1000ギニー、インターナショナルステークス、チャンピオンステークス、コロネーションカップ
- オペラハウス/Opera House - コロネーションカップ、エクリプスステークス、キングジョージ6世&クイーンエリザベスステークス
- カイフタラ/Kayf Tara - ゴールドカップ2回、アイリッシュセントレジャー2回

オペラハウスとカイフタラは前述カラースピンの仔

## 血統表
| ハイトップの血統（ダンテ系 / Nearco 4×5=9.38%、Pharos、Fairway 5×5=6.25%） | ハイトップの血統（ダンテ系 / Nearco 4×5=9.38%、Pharos、Fairway 5×5=6.25%） | ハイトップの血統（ダンテ系 / Nearco 4×5=9.38%、Pharos、Fairway 5×5=6.25%） | （血統表の出典）            | （血統表の出典） |
| 父 Derring-Do 1961 鹿毛                                                    | 父の父Darius 1951 鹿毛                                                     | Dante                                                                      | Nearco                      | Nearco           |
| 父 Derring-Do 1961 鹿毛                                                    | 父の父Darius 1951 鹿毛                                                     | Dante                                                                      | Rosy Legend                 |                  |
| 父 Derring-Do 1961 鹿毛                                                    | 父の父Darius 1951 鹿毛                                                     | Yasna                                                                      | Dastur                      | Dastur           |
| 父 Derring-Do 1961 鹿毛                                                    | 父の父Darius 1951 鹿毛                                                     | Yasna                                                                      | Ariadne                     |                  |
| 父 Derring-Do 1961 鹿毛                                                    | 父の母Sipsey Bridge 1954 鹿毛                                              | Abernant                                                                   | Owen Tudor                  | Owen Tudor       |
| 父 Derring-Do 1961 鹿毛                                                    | 父の母Sipsey Bridge 1954 鹿毛                                              | Abernant                                                                   | Rustom Mahal                |                  |
| 父 Derring-Do 1961 鹿毛                                                    | 父の母Sipsey Bridge 1954 鹿毛                                              | Claudette                                                                  | Chanteur                    | Chanteur         |
| 父 Derring-Do 1961 鹿毛                                                    | 父の母Sipsey Bridge 1954 鹿毛                                              | Claudette                                                                  | Nearly                      |                  |
| 母 Camenae 1961 鹿毛                                                       | 母の父*ヴィミー Vimy 1952 黒鹿毛                                           | Wild Risk                                                                  | Rialto                      | Rialto           |
| 母 Camenae 1961 鹿毛                                                       | 母の父*ヴィミー Vimy 1952 黒鹿毛                                           | Wild Risk                                                                  | Wild Violet                 |                  |
| 母 Camenae 1961 鹿毛                                                       | 母の父*ヴィミー Vimy 1952 黒鹿毛                                           | Mimi                                                                       | Black Devil                 | Black Devil      |
| 母 Camenae 1961 鹿毛                                                       | 母の父*ヴィミー Vimy 1952 黒鹿毛                                           | Mimi                                                                       | Mignon                      |                  |
| 母 Camenae 1961 鹿毛                                                       | 母の母Madrilene 1951 栗毛                                                  | Court Martial                                                              | Fair Trial                  | Fair Trial       |
| 母 Camenae 1961 鹿毛                                                       | 母の母Madrilene 1951 栗毛                                                  | Court Martial                                                              | Instantaneous               |                  |
| 母 Camenae 1961 鹿毛                                                       | 母の母Madrilene 1951 栗毛                                                  | Marmite                                                                    | Mr. Jinks                   | Mr. Jinks        |
| 母 Camenae 1961 鹿毛                                                       | 母の母Madrilene 1951 栗毛                                                  | Marmite                                                                    | Gentlemen's RelishF-No.11-a |                  |

- 4代母Gentlemen's Relishの曾孫にドイツの名馬アカテナンゴがいる。